# Schuwe Maandag
Schuwe Maandag is een begrip dat verwijst naar een reeks vergeldingsacties door het Duitse leger op maandag 19 oktober 1914, bij het begin van de Eerste Wereldoorlog, tegenover de burgerbevolking van Roeselare en omstreken.:10 De naam komt van het gewestelijk dialect waar schuw 'beangstigend' of 'bang' betekent. Schuwe Maandag werd vergeleken met de gebeurtenissen op 29 augustus 1914 na de Slag om Leuven.:41

## Aanleiding[1]:11-40

### Eerste contacten in de regio
Op 4 augustus 1914 viel het Duitse keizerlijk leger België binnen. Drie weken na de inval werden de eerste Duitse troepen rond de regio van Roeselare gespot. De eerste gedocumenteerde signalering in Roeselare was op 24 augustus 1914. Het waren vooral groepen ulanen. Ruiters met een lange mantel, hoge helmen en lans in de hand. Sommige verplaatsten zich ook per fiets (cyclisten). Ze werden vooruitgestuurd om te verkennen en te saboteren. Zij moesten een gemakkelijke en veilige doortocht bieden aan het Duitse leger. De burgers en deze Ulanen zochten weinig contact. Dit waarschuwde de bevolking in de regio wel voor het naderende Duitse leger.

### Duitse angst voor de Belgische burgers
Het Belgische leger kon in augustus 1914 de overmacht van de Duitsers niet aan. Het was genoodzaakt zich te beperken tot verrassingsacties tegenover de Duitse vloedgolf. Dit zette kwaad bloed bij de Duitsers die de Belgen beschuldigden van laffe aanvallen. Vooral de burgers werden genoemd. De Duitse angst werd door de geallieerde kranten enkel versterkt. De Nieuwe Gazet stelt na gevechten bij Visé: "Er wordt uit huizen geschoten, knapen en vrouwen gooien stenen naar de Duitse soldaten en zelfs bejaarden vuren van achter de deuren op de oprukkende soldaten". De Engelse krant The Sphere drukt op 22 augustus een afbeelding af met als ondertitel: A woman who fired at some Uhlans near Brussels. De burgerbevolking krijgt de naam franc-tireurs.
De Belgische regering probeerde zich van dit imago te ontdoen door een jonge socioloog aan te stellen, Fernand van Langenhove. Van Langenhove schreef in Le Havre het stuk Comment naît un cycle de légendes: francs-tireurs et atrocités en Belgique. Dit stuk had slechts wisselend succes. Het werd in Duitsland volledig genegeerd en begin oktober 1914 weerlegd met het manifest An Die Kulturwelt!. Dit manifest, opgesteld door Ludwig Fulda, werd ondertekend door 92 van Duitslands meest prominente geleerden, schrijvers, denkers en kunstenaars.

### Eerste confrontaties
Driehonderd man cyclisten en ruiters werden gespot op 11 september 1914 op weg naar Izegem. Ze werden beschoten door Belgische gendarmes. De Duitsers namen ze voor franc-tireurs, die vanuit een nabij klooster hadden gevuurd. De ulanen namen de paters kapucijnen mee en lieten ze vrij na hun doortocht in Roeselare. Zondag 13 september omsingelden Belgische soldaten van het 6de Regiment Vrijwilligers een groep Duitse ulanen in Zarren. Na een schietgevecht moeten de Duitsers zwaar gehavend vluchten. Later op 9 oktober met de Duitsers naderend, werden in de regio rond Moorslede jonge mannen, waaronder Gustaaf Baele, door patrouilles uit hun huizen gehaald. Ze moesten in de buurt van Roeselare loopgraven graven voor de Duitsers. Wie weigerde werd bestraft. Toen Gustaaf weigerde verloor hij het topje van zijn rechter middenvinger en de top van zijn rechter ringvinger. Gustaafs verminking zou later dienen om een rapport te staven door de Belgische Staatscommissie voor onderzoek naar Duitse oorlogsmisdaden.

### Het leger trekt zich terug
Na het verlies van de forten in Antwerpen op 10 oktober trekt een groot deel van het Belgische leger zich terug tot achter de IJzer. De Engelsen volgen snel vanuit Gent. Zij passeren Roeselare op 12 en 13 oktober. Roeselare was op dit punt aan zijn lot overgelaten.
Slechts een honderdtal Belgische soldaten en een burgerwacht bleven achter. Zij worden een week later wel nog bijgestaan door de Fransen en Engelsen.

### Zondag 18 oktober
Negentig Duitsers van de 46ste Reservedivisie kwamen aan in Roeselare op zondag 18 oktober. Ze liepen door de lege straten van Roeselare. Ze trokken verder door naar Lichtervelde waar ze vanuit een hoeve onder vuur werden genomen door de Fransen. Na het vuurgevecht trok de gehavende groep onder leiding van Winckler-Krämer verder. Daar kwamen ze Engelsen tegen bij Buysses bos. Van de negentig Duitsers kwamen er nog dertig terug aan in Roeselare. Toen de geallieerden te weten kwamen dat er een nieuwe grote groep Duitsers naar Roeselare kwam, zond Frankrijk duizenden dragonders naar de stad. Er volgden nog vele gevechten rond Roeselare tussen de dragonders en de aanstormende Duitsers. De grootste gevechten vonden plaats op de strook Noordstraat-Grote Markt-Ooststraat en op het kruispunt tussen de Ooststraat en Keizerstraat.
De Franse dragonders begonnen zich beetje bij beetje terug te trekken naar de IJzer. Bij dit manoeuvre lieten ze telkens enkele scherpschutters achter die op de aanstormende Duitsers moesten schieten. Telkens wanneer de Duitsers te dicht kwamen, trokken de Fransen via seingevers achteruit. Ze lieten hierbij de niet-gevluchte bevolking achter. Aangezien de Duitsers de vijand dikwijls niet zagen en de verhalen die ze gehoord hadden in de korte opleiding (dit reservistenleger kreeg een opleiding van acht weken), waren zij er vaak van overtuigd dat het ging om acties van de burgerbevolking.

## 19 oktober 1914[1]:42-125 & 192-194
Gevechten liepen verder doorheen de voormiddag. Nieuwe Duitse troepen bleven aankomen, onder vuur genomen door Fransen. De Duitsers reageerden zich nu af op de burgers. In de volledige regio rond Roeselare werden her en der vergeldingsacties uitgevoerd. Wat volgt zijn de belangrijkste opgesteld per stad of gemeente.

### Beveren
De 46ste Reservedivisie onder generaal Hahn rukte via Ardooie-dorp naar Beveren op. Bij herberg De Gapaard troffen ze een man aan uit Zwevezele. Die man kwam net terug uit de Verenigde Staten en had een Amerikaans paspoort op zak. Hij werd gedood in de boomgaard naast de herberg.
De Duitsers reden verder en kwamen aan de spoorweg een Franse cavaleriedivisie tegen. De Duitsers achtergebleven in de dorpskom namen dit vuurgevecht aan als een franc-tireur-actie. Ze doorzochten daarna de huizen. Zes mannen uit herberg 'De Trompette' werden tegen de muur gezet. Een onderofficier belette de executie. De Duitsers doodden wel Victor Manhaeve, een spoorwegarbeider, die gebabbeld had met de Fransen. De Duitsers sloten de Beverse pastoor op in de kerk nadat ze vermoedden dat er vanuit de toren geschoten was. Hij bleef uren zitten.

### Rumbeke
In Rumbeke nestelden zich op 19 oktober enkele Fransen rond en op de kerktoren. Wanneer RIR 233 vanuit Kachtem Rumbeke betrad, werden ze beschoten. De Fransen trokken weg wanneer ook een deel van RIR 235 in Rumbeke aankwam. De Duitsers doorzochten de huizen. Er werden zestig huizen platgebrand en er vielen dertien burgerslachtoffers. De Duitsers gebruikten ook een deel van de bevolking als levend schild voor hun tocht naar Roeselare.

### Kachtem
Op 19 oktober 1914 rond 8 uur werd Kachtem bezet door RIR 233 en RIR 234. Ze waren op weg naar Roeselare. Ze meenden beschoten te zijn vanuit de kerktoren. De pastoor werd met de dood bedreigd, maar een hoge officier kon dit beletten. Vanuit de toren zagen de Duitse troepen een bijeenscholing van enkele Kachtemnaars bij een boer met cichoreias. De mannen werden beticht van het schieten op Duitsers. Het huis werd afgebrand en de mannen moesten op een rij plaatsnemen. Zes konden de executie net ontkomen; drie werden gedood.

### Roeselare

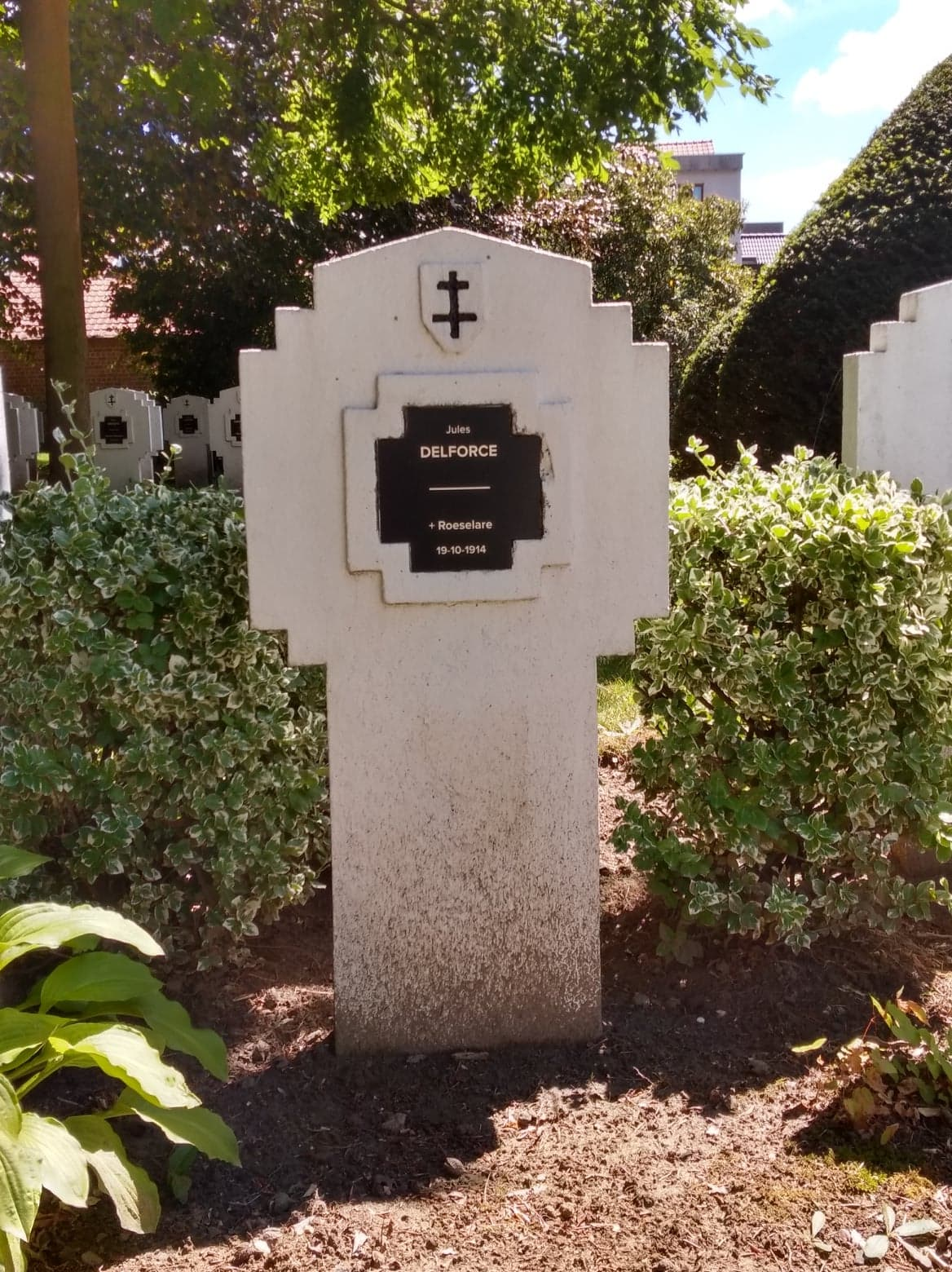
Graf Jules Delforce, geëxecuteerd op de wei van boer Oost

#### Gijzelaarsgroep
Een groep Duitsers trok vanuit Beveren de Izegemsestraat in richting Roeselare. Op hun weg werden ze beschoten. Drie Ulanen gingen op de geweerschoten af. Ze vonden enkele Duitse infanteristen die hen wezen naar de Lusthoeve. Pieter Derluyn en zijn oudste zoon Cyriel Derluyn werden uit hun hoeve gehaald en als gijzelaar meegenomen naar Roeselare. Ze werden gevoegd bij een rij gijzelaars die uit nabijgelegen dorpen kwamen. De groep, twee aan twee gebonden, liep verder. Bestemming was de Spanjemolen.
De groep stopte nog voor de huizen van Dejonghe, Callewaert en Craeymeersch. Er werden sporen van beschieting gevonden. Enkel Craeymeersch werd gevat. Hij werd gefolterd, bij de groep geplaatst en zijn huis werd afgebrand. Hij werd vastgebonden aan Jules Delforce, een 47-jarige fabrieksarbeider.
De groep met ongeveer dertig gijzelaars werd de molenwal opgeduwd. Recht in de vuurlinie tussen Fransen en Duitsers. Rond half vier werden de gijzelaars terug meegenomen. De groep werd aangedikt met een twintigtal andere gijzelaars en vertrok naar de wei van boer Oost. Vier van hen werden daar geëxecuteerd. De anderen werden naar de Grote Markt geleid.

#### Gevecht achter de brouwerij
Omstreeks 10u30 begon een gevecht bij brouwerij Rodenbach. Dragonders lagen in hinderlaag te wachten op de Duitse invallers. Eens dicht genoeg openden ze het vuur. De partijen konden elkaar amper zien door de hagen rond de binnenplaats. Enkele burgers raakten vast in het gevecht. Een vrouw werd getroffen door twee kogels en overleed ter plaatse. Een andere vrouw kreeg een kogel door het hoofd. Bij het zoeken naar een uitweg botsten enkele Duitsers op een timmerman. Hij werd ter plaatse doodgeschoten. Er stierven minstens dertien Duitsers bij de aanval. Allen in de rug of nek geschoten.
Na een krijgsraad van korpscommandant Von Hügel, divisiecommandant Von Dankenschweil en hun staf werd beslist dat burgers de schuldigen waren van de aanval. Eerste bestraffing was het platbranden van alle huizen rondom. Beginnende met Derdeyns Reke en huizen tussen de Reke en Bruanestraat-Koornstraat. Daarnaast werden ook alle huizen vlak bij de Onze-Lieve-Vrouwekerk platgebrand.
Tweede bestraffing was het gevangennemen van burgers rondom de brouwerij en de Onze-Lieve-Vrouwekerk. Zij mochten worden geëxecuteerd.
Derde bestraffing was het bijeendrijven van de overige stadsbevolking naar de Grote Markt en zoeken naar wapens. Bij een burger werd een mes gevonden. Hij werd uit de rij geduwd en neergeschoten. Bij de doortocht langs de Bruanestraat en de Mandellaan stierven er nog eens vijf mensen en werden er huizen in brand gestoken.

#### Metskens Hof
Metskens hof, beter gekend als Hof t'Iseghem werd bezet door een Franse schutter. Hij hield de Duitsers van RIR 233 af die via Rumbeke Kasteel uit het zuiden kwamen. Toen de Duitsers het hof in handen kregen werden de zes inwonenden, waaronder twee vrouwen geboeid naar buiten gebracht. Van de vier mannen werden er drie beschuldigd van het vuren op de Duitsers. Ze werden neergeschoten. Alle drie de mannen overleefden ondanks schoten in de borst.

#### Executie op het Muizelke

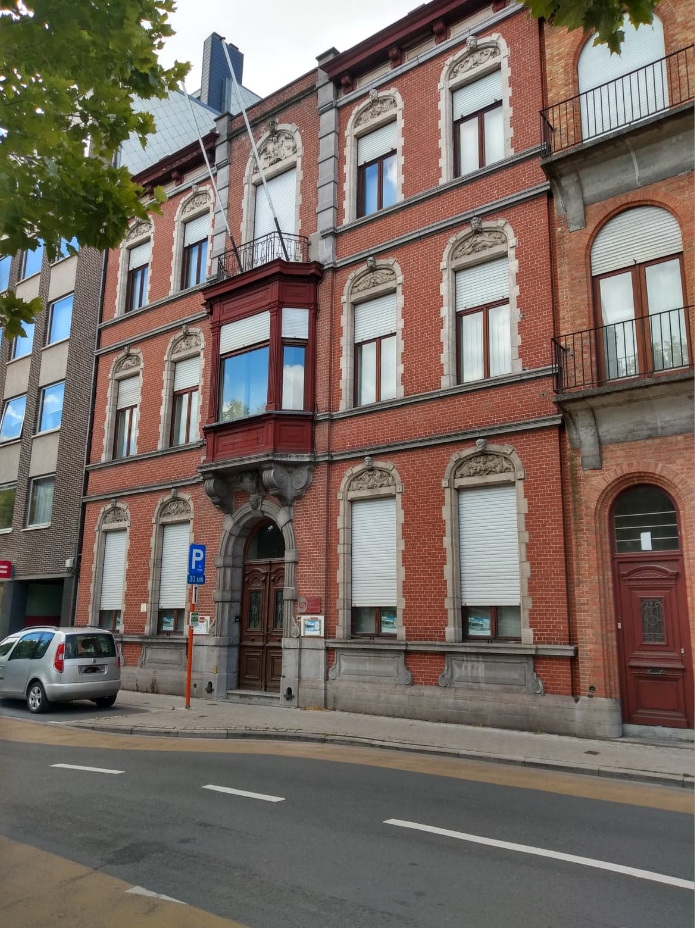
Herenhuis Arthur Delbeke in 2020

Als vergeldingsactie voor een schietpartij bij Vermanders hof werden dertien mannen uit hun huizen gehaald en voortgedreven via de Vierwegstraat in de Populierstraat. Vijf van hen werden geëxecuteerd op Vermanders hof tussen een grote groep Duitse soldaten.

#### Brandstichting huis Arthur Delbeke
Een deel van de Duitse soldaten die patrouilleerden tussen de Grote Markt en het station kwamen terecht op het Sint-Amandsplein. Officiële naam is het De Coninckplein. Het plein was reeds vernield door bombardementen. Het huis tegenover de kerk was het huis van Arthur Delbeke, een indrukwekkend herenhuis. De Duitsers meenden dat ze vanuit de zolder beschoten waren en legden het huis in as.

### Andere
Er waren verder nog slachtoffers in Ledegem, Staden, Handzame, Zarren, Beerst, Vladslo, Esen, Gits en Hooglede.

## Cijfers

### Burgerslachtoffers
Cijfers over het dodental voor Schuwe Maandag liggen sterk uiteen bron per bron. Het minimum is 161 volgens een lijst opgesteld door Horne en Kramer op basis van de Belgische Onderzoekscommissie.
Per gemeente/stad:
- Roeselare: 31
- Ledegem: 18
- Staden: 18
- Handzame: 12
- Zarren: 11
- Beerst: 14
- Vladslo: 10
- Esen (over meerdere dagen): 47

Deze lijst bevat geen gegevens over Rumbeke, Beveren, Kachtem, Gits, Hooglede.
De cijfers liggen voor elke stad of gemeente te laag door de hoge eisen gesteld door de Belgische Onderzoekscommissie.:192

## Trivia
- In Roeselare is een straat ter nagedachtenis vernoemd naar de gebeurtenissen van Schuwe Maandag
- Op Schuwe Maandag gaf een Franse soldaat, Ferdinand Le Hétet, zich vrijwillig op om alleen de aftocht voor zijn kompanen te dekken. Hij hield zich met twee geweren stand tegen een regiment Duitsers. Hij doodde er 7 voor zelf te bezwijken onder de druk. Hij kreeg een praalgraf op de Oude Stedelijke begraafplaats van Roeselare en de dreef van zijn graf werd naar hem vernoemd.
- De geëxecuteerde Jules Delforce heeft twee graven op de Oude Stedelijke begraafplaats in Roeselare

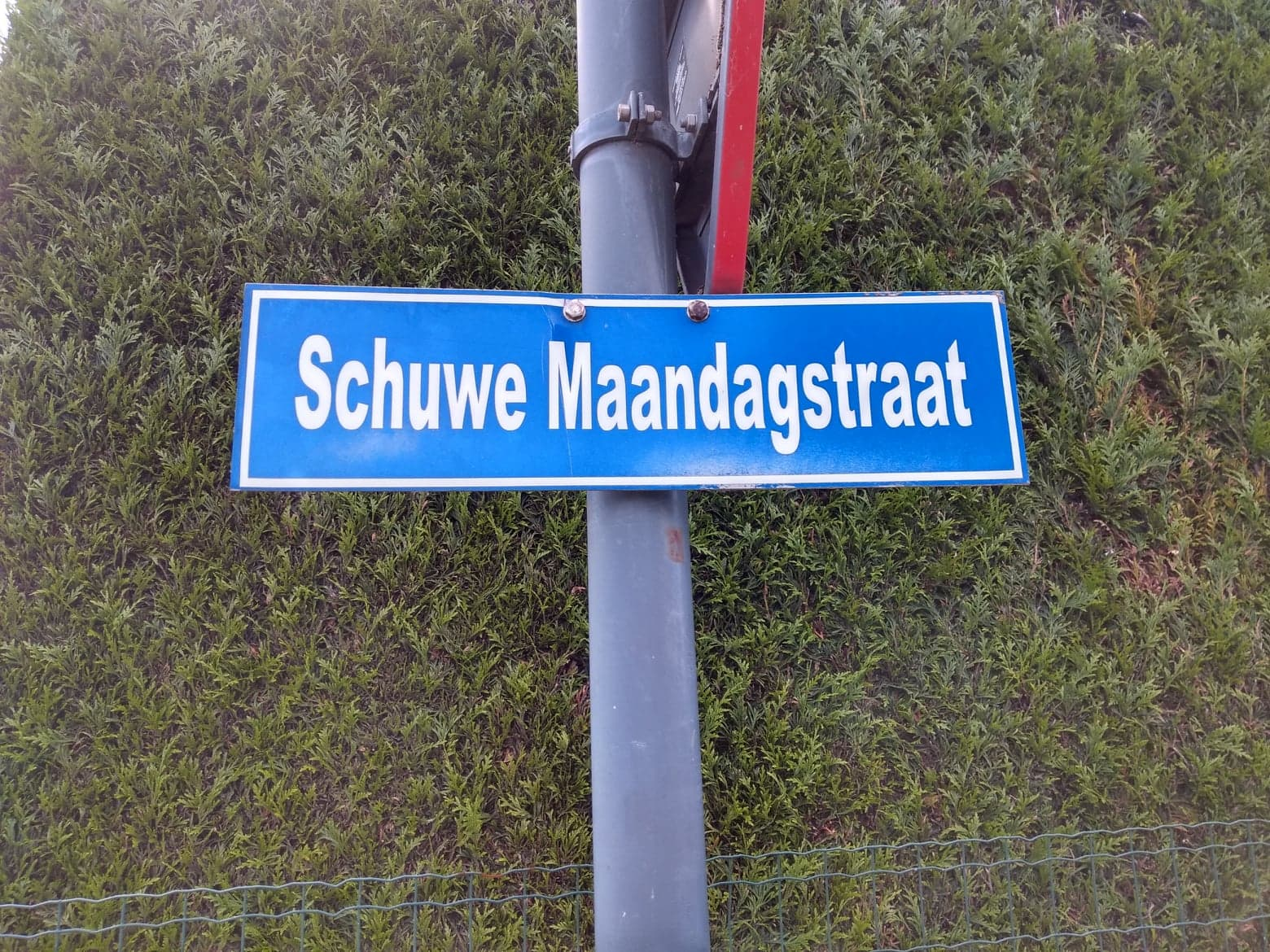
Straatnaambordje Schuwe Maandagstraat in Roeselare
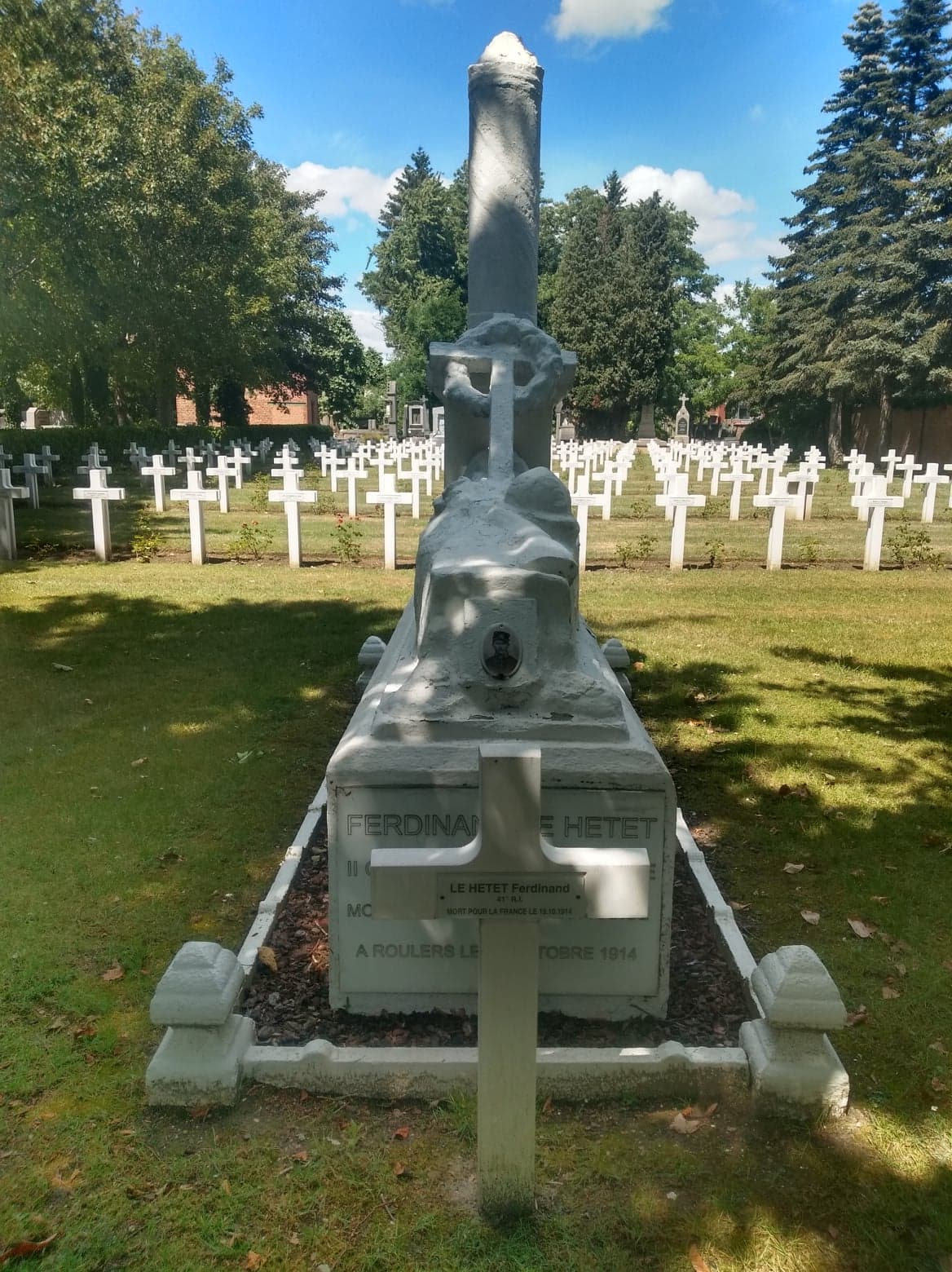
Praalgraf Ferdinand Le Hétet
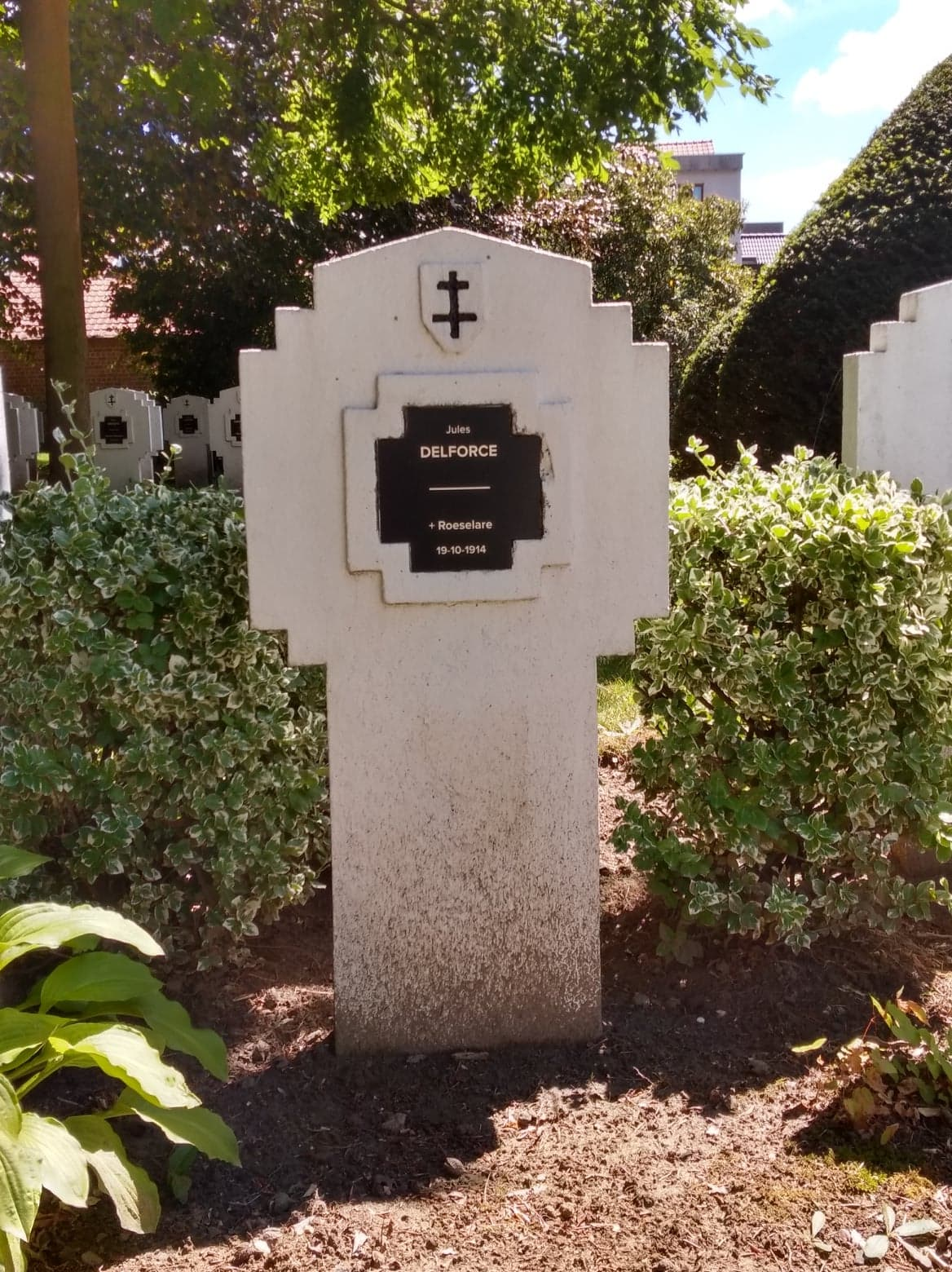
Eerste graf Jules Delforce
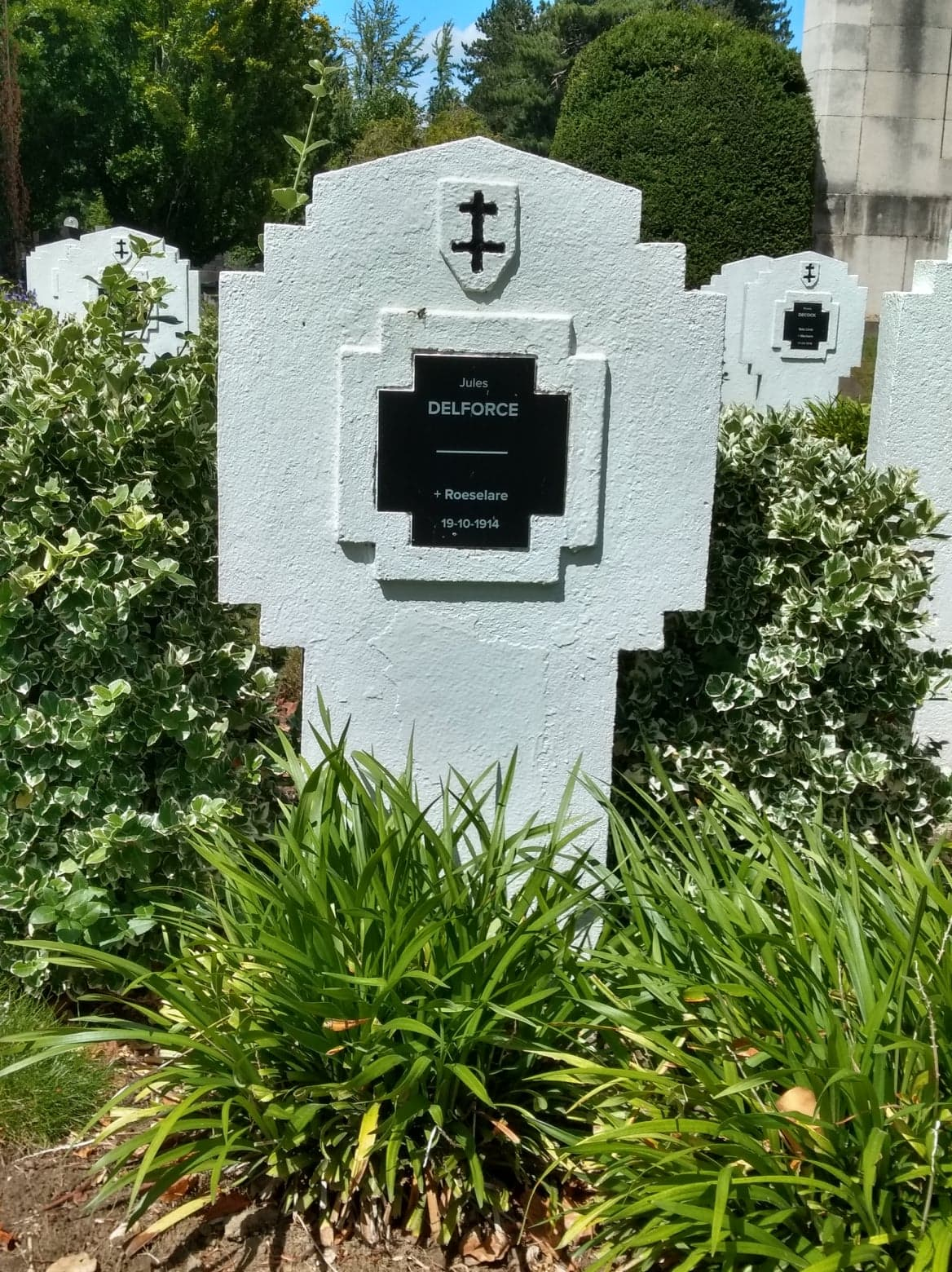
Tweede graf Jules Delforce